# Die Zusamm-Rottung
Die Zusamm-Rottung ist eine Punkband aus Hennigsdorf.

## Geschichte
Die Zusamm-Rottung wurde 1988 von Aldi, Alex und seiner Freundin Liane gegründet, nachdem diese auf den Schlagzeuger Kloopfote trafen. Zu ihrem Namen kam die Band auf einem Konzert im Frühjahr 1989, zu dem ein Volkspolizist meinte: „Ditt is ja 'ne Zusamm-Rottung hier!“ Ein Jahr nach der Wende nahm die Band ihre erste Demo Jetzt erst recht auf und 1991 bekamen sie einen Plattenvertrag bei Aggressive Rockproduktionen. Im gleichen Jahr veröffentlichten sie ihr erstes Album Im Reich der wilden Tiere. 1993 folgte dann Widerstand, nachdem es dann aufgrund von Besetzungsproblemen ruhiger um die Band wurde und man nur auf einigen Samplern etwas von ihnen hörte. Im Jahr 1996 folgte dann ihr letztes Album Systemstörung.
Im Februar 2009 entschied sich die Band auf Wunsch vieler Fans zu einer Wiedervereinigung. Ihr erstes Konzert nach der Reunion absolvierte die Band am 7. August 2009 beim "Resist to exist"-Festival in Berlin.
Seit Beginn 2015 steht nach einigen erfolgreichen Konzerten quer durch Deutschland und in der Schweiz die Formation nach einigen Umstrukturierungen stabil.

## Diskografie

### Demo
- 1990: Jetzt erst recht

### Studioalben
- 1991: Das Reich der wilden Tiere
- 1993: Widerstand
- 1996: Systemstörung
- 1998: Jetzt erst recht (Re-Release)

### Samplerbeiträge
- 1991: Sicher gibt es bessere Zeiten Vol.2: NVA+Bundeswehr, Der kleine Mann
- 1992: Gegen Nazis: Germania
- 1994: Schlachtrufe BRD III: Zusamm'halt, Land der Träume(r)
- 1995: Schlachtrufe BRD  IV: Großmaul
- 1996: Deutschpunk Kampflieder 2: Ich will
- 1997: Soundtracks zum Untergang 4: Schweigegeld
- 1997: Schlachtrufe BRD   V: Schweigegeld
- 1998: Deutsche Punkinvasion 3: Armes Deutschland